# Pont filtrant
Un pont filtrant est un équipement réseau. Le pont filtrant est un pont, donc il fonctionne en couche 2 du modèle OSI (liaison de données). Il a la possibilité de filtrer les trames en se basant sur des caractéristiques de la trame tel que MAC Address source ou destination, type de protocole de niveau 3 transporté, longueur de la trame. Il peut être invisible au niveau 3 car il peut ne pas être administrable via IP. 